# Alessandro Oliverio

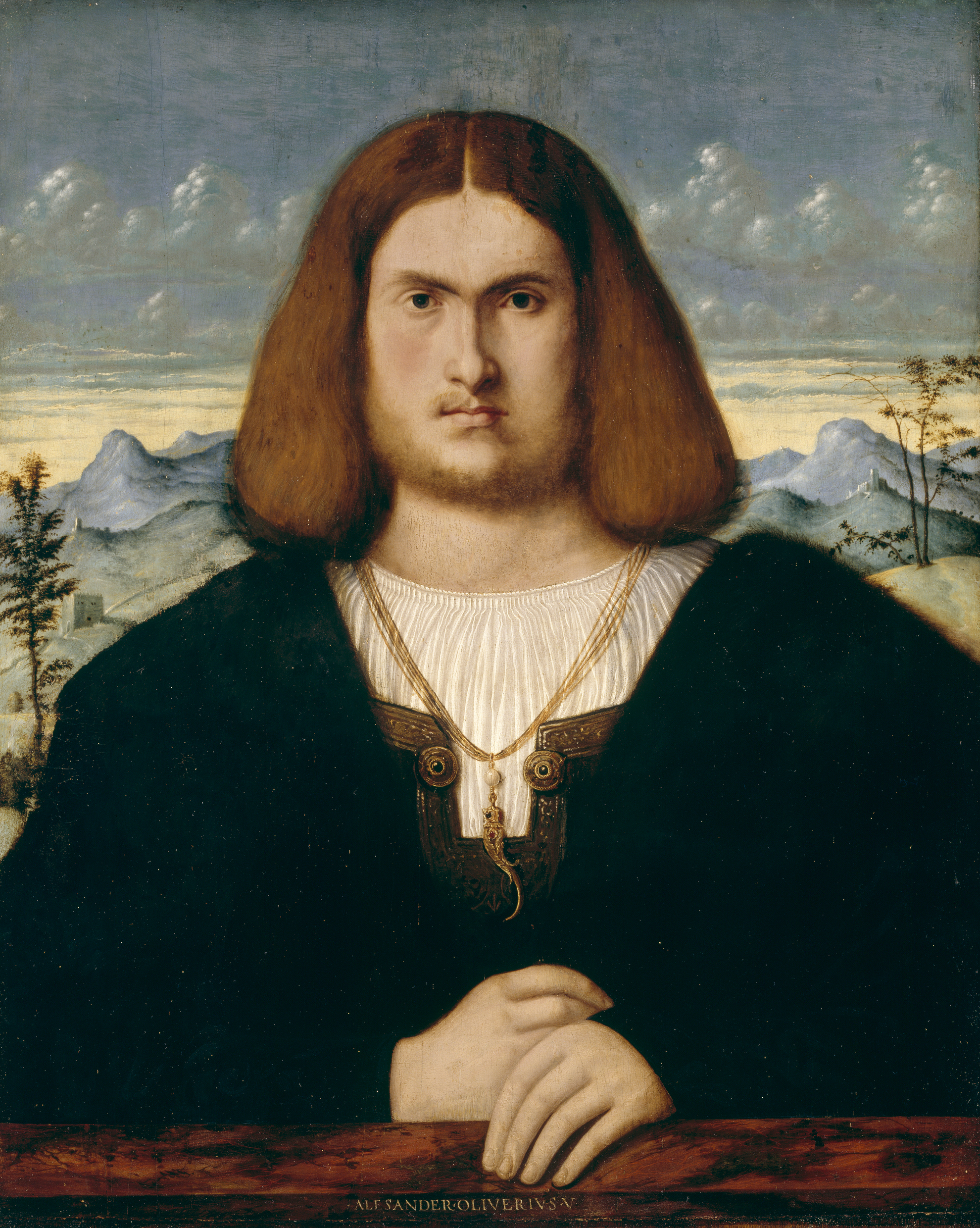
Ritratto d'uomo opera conservata a Dublino nella Galleria nazionale d'Irlanda

(Lorenzo Lotto-1544)
Alessandro Oliverio, o Oliverio il bergamasco (1500 circa – 1540 circa), è stato un pittore italiano.

## Biografia
Scarne sono le conoscenze sulla vita e sulle opere di questo pittore. Non è sufficiente, per farlo ritenere bergamasco d'origine, né il fatto che fosse presente nella bergamasca artistica del XVI secolo, essendo stato nominato il 7 ottobre 1532 in qualità di testimone, nel testamento di Angela de Fedrigo, moglie di un Alvise di Serafino da Bergamo, aiutante di Jacopo Palma il Vecchio, né il fatto che sia stato nominato, il 9 agosto 1539, in una causa di successione ereditaria, inoltrata da tale Slava (moglie del pittore), per entrare in possesso dei beni del defunto figlio Marc'Antonio, nato dal suo primo matrimonio con Matteo Chiudi, causa dalla quale si desume che il pittore non avesse avuto figli dal suo matrimonio.
Viene indicato residente a Venezia, contrada Borgoloco, nel 1542, quando contrasse un debito con Lorenzo Lotto di 6 lire, mettendo a garanzia azuro ultramarin sazj 4 con la carta, debito che risulta condonato nei due anni successivi, con la restituzione della pietra, testimoniando la buona collaborazione tra i due pittori, necessitava al Lotto avere un punto di collegamento con Palma il Vecchio e l'Oliverio che nasceva in quel contesto fu il tramite ideale. L'Oliverio fu indicato insieme a Giulio Vergari marchigiano nel suo testamento.

### Dipinti certi e dipinti attribuiti
La sua sola opera firmata è il Ritratto d'uomo, ora al Galleria nazionale d'Irlanda a Dublino, che raffigura un uomo di circa 30 anni, in posizione frontale, con folta capigliatura e con abito ornato di pelliccia, alle cui spalle sono rappresentate colline, dai colori che sfumano nei grigi e nei verdi. Indossa al collo un monile che porterebbe la datazione del quadro al 1515-1520. La particolarità sta nel monile, cui è legato un corno, identico a quello indossato da Lucina Brembati, di cui Lorenzo Lotto fece il ritratto. Dovrebbe essere una specie di stuzzicadenti, che nel XV secolo le persone portavano legate al collo.
Lo studio sulle opere dell'artista parte da questo dipinto, fino ad arrivare ad attribuirgli una decina di lavori, attribuzioni non da tutti i critici condivise.
La difficoltà nell'attribuzione all'artista di lavori è dovuta alla vicinanza artistica a Giovanni Bellini, tanto da assegnarne le opere, come la Madonna col Bambino e quattro santi, conservata al Metropolitan Museum di New York, che viene indicata come proveniente dalla bottega del Bellini.
Alcune opere dell'Oliverio, presenti sul mercato dell'antiquariato e raffiguranti Madonna col Bambino, sono conservate in forma fotografica nel Kunsthistorisches Institut in Florenz.
Tra le sue attribuzioni più certe c'è il Ritratto di giovane, conservato a New York ed erroneamente assegnato a Girolamo da Santacroce e il Ritratto virile, conservato al Musée des Beaux-Arts di Bordeaux, che presenta il medesimo cielo di piccole nuvole bianche e altri dettagli simili a quelli presenti nel ritratto dublinese. Queste rappresentazioni atmosferiche, tanto precise e uniche, nonché la forma delle bocche molto piccole e i sopraccigli molto arcuati, lo differenziano dalle pitture del Santacroce, permettendone la probabile attribuzione.
L'assegnazione di alcune sue opere a Girolamo da Santacroce nasce dal fatto che entrambi i pittori erano presenti a Venezia, nel 1542, nella bottega di Lorenzo Lotto.
Malgrado la sua vicinanza alla pittura belliniana, come a quella di Girolamo da Santacroce, l'artista riuscì a raffigurare un ambiente paesaggistico di notevole sensibilità e vitalità, tanto da far pensare ad una pittura vicina a quella tedesca, riuscendo a sfuggire agli insegnamenti ricevuti, con una sottile delicatezza poetica.

## Opere
Alcune delle opere che si ritiene siano lavori dell'artista:
- Ritratto d'uomo, National Gallery of Ireland di Dublino,
- Madonna col Bambino in trono e angeli musicanti  National Gallery of Ireland di Dublino,
- Madonna col Bambino in trono e i santi Lorenzo e Sebastiano già nell'oratorio di San Lorenzo a Bovolenta, al Museo Diocesano di Padova,
- Madonna col Bambino tra san Vincenzo Ferrer(?) e santa Caterina da Siena,
- Madonna col Bambino tra san Giovanni Battista e la Maddalena,
- Madonna col Bambino, san Giovanni Battista e santa Caterina d’Alessandria,
- Vergine col Bambino e i santi Giovanni Battista e Pietro,
- Madonna col Bambino e san Giovanni Battista nel castello di Velika Nedelja (Slovenia),
- Madonna col Bambino e quattro santi già nella collezioni Paolini di Roma,
- Madonna col Bambino tra san Giovanni e santa Barbara (Fulton, Maryland,St. Mark’s Episcopal Church),
- Madonna del prato  National Gallery di Londra,
- Madonna col Bambino e quattro santi Metropolitan Museum di New York considerato alla bottega di Giovanni Bellini,
- Testa femminile Milano, collezione Sola-Cabiati,
- Vergine col Bambino Staatliche Museen di Berlino,
- Madonna col Bambino Venezia Palazzo Ducale,
- Madonna col Bambino considerato del Bellini, Walters Art Gallery di Baltimora,
- Cristo Portacroce considerato lavoro del Santacroce,
- Cristo benedicente(Notre Dame University, Indiana, Samuel H. Kress Study Col-lection) già attribuito a Jacopo de' Barbari,
- Testa di Cristo,
- Ritratto di giovane già presso le Newhouse Galleries di New York,
- Ritratto femminile,
- Sacra Famiglia che adora il Bambino con il Padre Eterno e angeli recanti i segni della passione nel 1963 risulta nella collezione Vras di Venezia,
- Venere,
- Ritratto di giovane,
- Ritratto d'uomo Bordeaux, Musée des Beaux-Arts,
- Madonna con Bambino e santi chiesa di San Giacomo e San Vincenzo, Gromo